# 損保ジャパンひまわり生命保険
損保ジャパンひまわり生命保険株式会社（そんぽじゃぱんひまわりせいめいほけん）は、かつて存在した日本の保険会社である。損害保険ジャパンの完全子会社だった。
2010年4月以降は、日本興亜損害保険と経営統合して誕生したNKSJホールディングスの傘下。2011年10月1日に、日本興亜生命保険と合併し、NKSJひまわり生命保険（現：SOMPOひまわり生命保険）に商号変更して消滅した。

## 沿革
- 1981年7月 - Life Insurance Company of North Americaの100%出資で「アイ・エヌ・エイ生命保険株式会社」設立。
- 1983年4月 - 安田火災海上保険株式会社と業務提携。
- 1997年1月 - 社名を「アイ・エヌ・エイひまわり生命保険株式会社」に変更。
- 2001年1月 - 安田火災海上保険株式会社が株式の過半数を取得し、同社の子会社となる。これに伴い、社名を「安田火災ひまわり生命保険株式会社」に変更。
- 2001年12月 - 安田火災海上保険株式会社の完全子会社になる。
- 2002年7月 - 損害保険ジャパンの発足にともない社名を「損保ジャパンひまわり生命保険株式会社」に変更。
- 2008年4月 - 「ISO10002（苦情対応マネジメントシステム）」への適合宣言。
- 2011年10月1日 - 日本興亜生命保険と対等合併し、NKSJひまわり生命保険株式会社に商号変更するとともに、NKSJホールディングスの直接の子会社となった[2]。現在の社名はSOMPOひまわり生命保険株式会社。